# Ильин, Василий Петрович
Василий Петрович Ильин (8 января 1949, Лисий Нос, Ленинградская область — 21 сентября 2015) — советский гандболист, играл на позиции крайнего, олимпийский чемпион 1976 года. Заслуженный мастер спорта СССР (1976).

## Спортивная карьера
Родился 8 января 1949 года в посёлке Лисий Нос.
Участник летних Олимпийских игр в Мюнхене (1972) — 5 место. Победитель летних Игр в Монреале (1976).
Чемпион мира в ФРГ (1982), серебряный призёр мирового первенства в Дании (1978). В составе национальной сборной СССР провел 101 встречу, забросил 177 мячей, первый матч за сборную провел в 1970 году.
На клубном уровне выступал за клуб МАИ (Москва). Пятикратный чемпион СССР 1970—1972 годов и 1974—1975 годов. Обладатель Кубка СССР (1977). Победитель Кубка европейских чемпионов (1973), Кубка обладателей кубков ЕГФ (1977).
По завершении карьеры игрока, окончил Московскую государственную академию физической культуры, работал тренером, преподавателем.
Умер 21 сентября 2015 года на 67-м году жизни. Похоронен на Митинском кладбище.

## Награды
- Медаль «За трудовую доблесть»[4].